# Veine lombaire ascendante
La veine lombaire ascendante (ou lombale) est une veine qui traverse la région lombaire à côté de la colonne vertébrale et qui unit les veines lombaires.

## Structure
La veine lombaire ascendante est paire. Elle naît au niveau des veines sacrales latérales et remonte sous le ligament arqué médial, drainant les veines lombaires lorsqu'elle les rencontre. 
Lorsque la veine lombaire ascendante traverse la veine subcostale, elle devient l'une des veines suivantes en s'unissant avec la 12ème veine intercostale :
- la veine azygos (dans le cas de la veine lombaire ascendante droite )
- la veine hémi-azygos (dans le cas de la veine lombaire ascendante gauche)[3], et reçoit les deux premières veines lombaires.